# Jennyfer Limage
Jennyfer Limage, née le 25 décembre 1997 à Port-au-Prince à Haïti, est une footballeuse internationale haïtienne, qui joue au poste de défenseure ou de milieu défensive au RC Lens.

## Biographie

### En club
Jennyfer Limage est formée au ranch de la Croix-des-Bouquets.
Après avoir joué en semi-professionnel à l'AS Blainville au Canada, Limage rejoint le Grenoble Foot 38 en 2021.
Le 29 septembre 2024, elle dispute son premier match avec le RC Lens, quatorze mois après son dernier match durant lequel elle s'était gravement blessée au genou à la Coupe du monde.

### En sélection
Elle honore sa première sélection le 26 août 2015 face à Porto Rico.
En 2023, Limage et ses coéquipières, dont trois évoluent avec elle à Grenoble (Chelsea Surpris, Maudeline Moryl et Sherly Jeudy) qui est aussi dirigé par le sélectionneur national Nicolas Delépine, se qualifient pour la Coupe du monde pour la première fois de leur histoire.
Elle dispute ensuite la Coupe du monde 2023. Elle est titulaire en défense centrale lors du premier match de l'histoire de la sélection dans cette compétition, contre l'Angleterre (défaite 1-0). Malheureusement, touchée au genou elle sort à la demi-heure de jeu. Jennyfer Limage souffre d’une rupture du ligament croisé antérieur du genou et d'une lésion méniscale. Elle est forfait pour le reste de la compétition.

### Poste
Jennyfer Limage débute au poste de latérale gauche avant d'être replacée en défense centrale sous les couleurs haïtiennes. Elle joue aussi au poste de milieu défensive depuis son arrivée à Grenoble.

## Statistiques
| Saison                | Club                  | Championnat           | Championnat | Championnat | Coupe(s) nationale(s) | Coupe(s) nationale(s) | Total | Total |
| Saison                | Club                  | Division              | M.          | B.          | M.                    | B.                    | M.    | B.    |
| 2021-2022             | Grenoble Foot         | Division 2            | 14          | 0           | 3                     | 1                     | 17    | 1     |
| 2022-2023             | Grenoble Foot         | Division 2            | 20          | 3           | -                     | -                     | 20    | 3     |
| 2023-2024             | Grenoble Foot         | Division 3            | -           | -           | -                     | -                     | 0     | 0     |
| Sous-total            | Sous-total            | Sous-total            | 34          | 3           | 3                     | 1                     | 37    | 4     |
| Total sur la carrière | Total sur la carrière | Total sur la carrière | 34          | 3           | 3                     | 1                     | 37    | 4     |

### En sélection

#### Matchs internationaux
Le tableau suivant liste les rencontres de l'équipe d'Haïti dans lesquelles Jennyfer Limage a été sélectionnée depuis le 26 août 2015 jusqu'à présent.